# Géza Szapáry
Géza hrabě Szapáry de Muraszombat (27. září 1828 Prešpurk (Bratislava) – 5. dubna 1898 Budapešť) byl uherský šlechtic a politik. Jako voják se v mládí zúčastnil uherské revoluce v letech 1848–1849, poté žil v exilu. Po návratu do Uher byl dlouholetým poslancem uherského zemského sněmu a uplatnil se ve státních službách. V letech 1873–1883 byl guvernérem v Rijece a poté dlouholetým nejvyšším hofmistrem Uherského království (1883–1898).

## Životopis

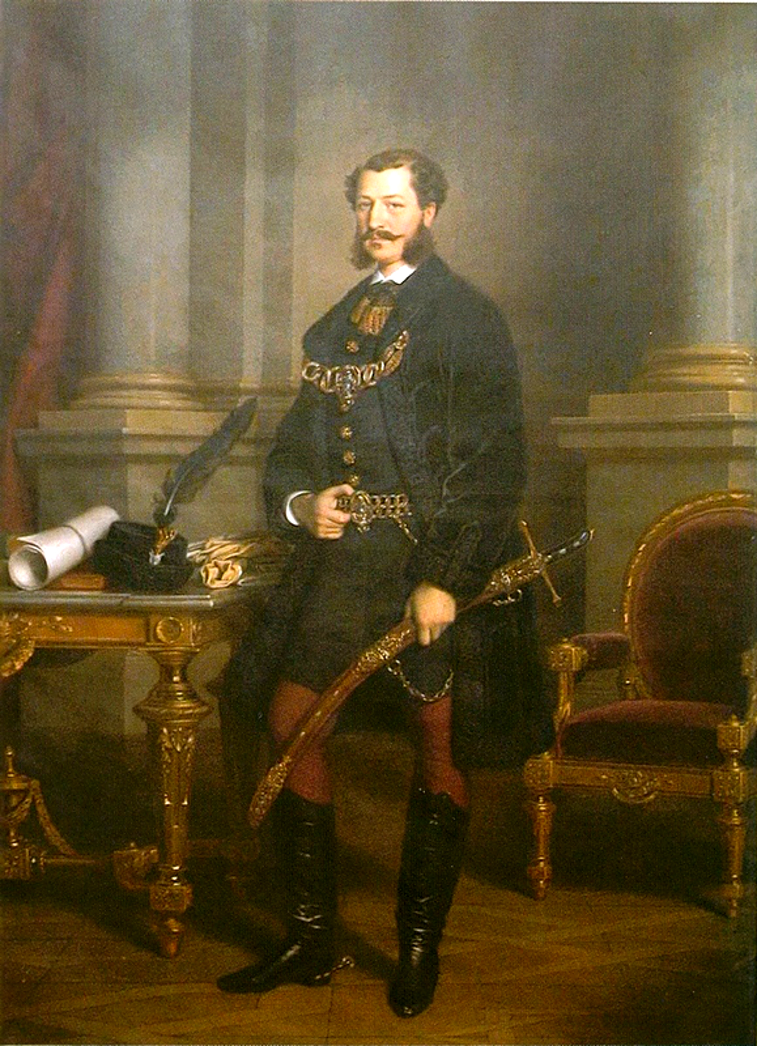
Hrabě Géza Szapáry (1872)

Pocházel z významného šlechtického rodu Szapáryů, narodil se jako jediný syn hraběte Antonína Szapáryho (1802–1883) a jeho manželky Augusty, rozené hraběnky Keglevichové (1808–1879). Rodiče se rozvedli v roce 1847 a Augusta se podruhé provdala za hraběte Kazimíra Batthyányho. Géza od roku 1846 sloužil v armádě a zúčastnil se revolučních bojů v letech 1848–1849 na straně povstalců. Jako člen národní gardy byl zajat, po propuštění odešel do zahraničí a žil v Paříži. Do Uher se vrátil v roce 1858, kdy znovu vstoupil do armády v hodnosti kapitána. V roce 1861 byl poslancem říšské rady a od roku 1865 poslancem uherského sněmu za župu Zala. V Zale pak v letech 1867–1873 zastával funkci vrchního župana. Poté byl v letech 1873–1883 guvernérem v Rijece. V roce 1873 byl jmenován c. k. tajným radou a komořím. Za zásluhy obdržel v roce 1875 Řád železné koruny I. třídy a v roce 1881 Leopoldův řád, v Rijece získal čestné občanství. Po návratu z Rijeky zastával od roku 1883 až do smrti post nejvyššího hofmistra Uherského království (Curiae Regiae Magister).

## Majetek a rodina

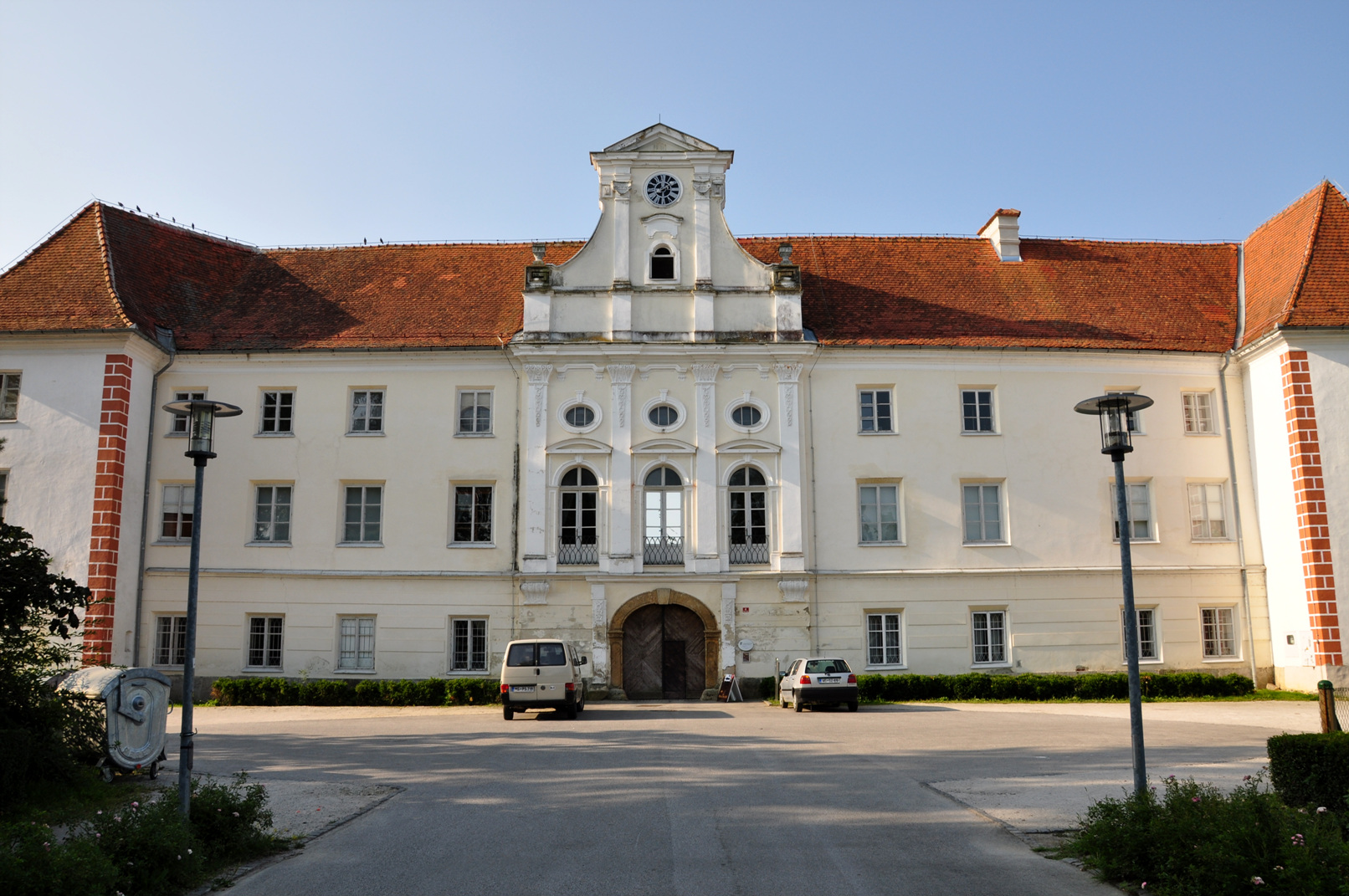
Zámek Muraszombat (Murska Sobota)

V roce 1861 se v Budapešti oženil s hraběnkou Marií Györyovou de Radvány (1840–1908), c. k. palácovou dámou a dámou Řádu hvězdového kříže. Z jejich manželství se narodili synové Ladislav (László) (1864–1939) a Pavel (Pál) (1873–1917), oba zastávali funkci guvernéra v Rijece.
Vlastnil přibližně 10 000 hektarů půdy ve třech župách, jeho hlavním sídlem byl zámek Murska Sobota v dnešním Slovinsku (od původního maďarského názvu Muraszombat je odvozen rodový predikát Szapáryů). Rodina sídlila také na zámku Perkáta v župě Fejér, který byl dědictvím jeho manželky po vymřelém rodu Györyů.
Jeho bratranec Gyula Szapáry (1832–1905) byl vlivným uherským politikem druhé poloviny 19. století a v letech 1890–1892 uherským předsedou vlády.